# András Botos
András Botos (* 6. März 1952 in Salgótarján) ist ein ehemaliger ungarischer Boxer und Boxtrainer. 

## Boxkarriere
András Botos begann 1966 mit dem Boxsport und trainierte in den Vereinen Salgótarjáni BTC und Honvéd Budapest, sein erster Trainer war Andor Szerémi. Sein größter Erfolg im Nachwuchsbereich war der Gewinn einer Bronzemedaille im Bantamgewicht bei der Junioren-Europameisterschaft 1970 in Miskolc. Er wurde 1971 und 1972 Ungarischer Meister im Federgewicht, 1974, 1975, 1977 und 1978 jeweils Ungarischer Meister im Leichtgewicht, sowie 1979 Ungarischer Meister im Halbweltergewicht.
Bei der Europameisterschaft 1971 in Madrid wurde er nach einer Finalniederlage gegen Ryszard Tomczyk Vize-Europameister im Federgewicht und startete bei den Olympischen Sommerspielen 1972 in München, wo er eine Bronzemedaille im Federgewicht erkämpfen konnte; nach Siegen gegen Preecha Nopparat, Michael Andrews, Louis Self und Kazuo Kobayashi, war er erst im Halbfinale gegen Boris Kusnezow ausgeschieden.
Bei der Weltmeisterschaft 1974 in Havanna unterlag er im Achtelfinale gegen Wassili Solomin, gewann jedoch bei der Europameisterschaft 1975 in Katowice eine Bronzemedaille im Leichtgewicht, nachdem er im Halbfinale gegen Waleri Lwow ausgeschieden war.
Bei den Olympischen Sommerspielen 1976 in Montreal schlug er David Ssensonjo und Georgios Agrimanakis, ehe er im Viertelfinale erneut gegen Wassili Solomin verlor. Im Achtelfinale der Weltmeisterschaft 1978 in Belgrad unterlag er gegen Melvin Paul und im Viertelfinale der Europameisterschaft 1979 in Köln gegen Richard Nowakowski.

## Nach dem Boxen
1982 beendete er seine Wettkampfkarriere und machte die Ausbildung zum Boxtrainer. Im Anschluss eröffnete seine eigene Boxschule (Botos András Ökölvívó Akadémia) in Nagykanizsa, zudem war er von 1997 bis 2009 Cheftrainer der Boxabteilung von Nyíregyháza VSC. Einer seiner Schützlinge war Vilmos Balog.